# MGP Nordic
MGP Nordic (Melodi Grand Prix Nordic) è stato un festival musicale scandinavo per bambini tra gli otto e i quindici anni, organizzato da DR, NRK, SVT e Yle attraverso Yle Fem. Nacque nel 2000 inizialmente come variazione di De unges Melodi Grand Prix, la finale nazionale danese per l'Eurovision Song Contest, ma dopo due anni divenne MGP Nordic, espandendosi anche in Norvegia e Svezia.

## Storia
MGP Nordic venne messo in pausa nel 2003, quando l'European Broadcasting Union cominciò ad organizzare il Junior Eurovision Song Contest, che di fatto sfruttava il medesimo format inglobando però tutto il continente europeo. I finalisti regionali venivano inviati a questo nuovo concorso fino al 2006, quando i Paesi si ritirarono congiuntamente a causa di alcune controversie sul trattamento etico dei concorrenti. Come risultato, il MGP Nordic ritornò ad essere operativo quello stesso anno e nel 2007 accolse come Paese partecipante anche la Finlandia.
Nel 2010, il festival avrebbe dovuto tenersi ad Oslo, ma venne annullato a causa del ritiro della Danimarca, che doveva rivedere i requisiti di partecipazione dell'emittente DR. SVT ricominciò allora a passare i propri concorrenti al Junior Eurovision Song Contest. Come conseguenza, il MGP Nordic venne cancellato definitivamente.

## Selezione nazionale
| Paese     | Competizione                                           | Lingua         | Rete    |
| --------- | ------------------------------------------------------ | -------------- | ------- |
| Danimarca | De unges Melodi Grand Prix                             | danese         | DR      |
| Finlandia | Melodi Grand Prix                                      | svedese        | Yle Fem |
| Norvegia  | MGPjr                                                  | norvegese/Sami | NRK     |
| Svezia    | Lilla Melodifestivalen (noto come MGP Junior nel 2002) | svedese        | SVT     |

## Edizioni
| Anno | Paese vincitore | Artisti         | Canzone          | Data        | Presentatore                                        | Luogo                 | Città      |
| ---- | --------------- | --------------- | ---------------- | ----------- | --------------------------------------------------- | --------------------- | ---------- |
| 2002 | Danimarca       | Razz            | Kickflipper      | 27 aprile   | Camilla Ottesen, Josefine Sundström e Stian Barsnes | Forum Copenhagen      | Copenaghen |
| 2006 | Danimarca       | SEB             | Tro på os to     | 25 novembre | Therese Merkel e Henrik Johnson                     | SVT Television Centre | Stoccolma  |
| 2007 | Norvegia        | Celine Helgemo  | Bæstevænna       | 24 novembre | Nadia Hasnaoui e Stian Barsnes                      | Oslo Spektrum         | Oslo       |
| 2008 | Norvegia        | The BlackSheeps | Oro jaska, beana | 29 novembre | Jakob Riising e Signe Lindkvist                     | Musikhuset            | Aarhus     |
| 2009 | Svezia          | Ulrik Munther   | En vanlig dag    | 28 novembre | Ola Lindholm                                        | SVT Television Centre | Stoccolma  |

## Risultati
| Classifica | Paese     | Primi posti | Secondi posti | Terzi posti | Quarti posti | Totale |
| ---------- | --------- | ----------- | ------------- | ----------- | ------------ | ------ |
| 1          | Danimarca | 2           | 2             | 1           | 0            | 5      |
| 2          | Norvegia  | 2           | 0             | 2           | 1            | 5      |
| 3          | Svezia    | 1           | 3             | 1           | 0            | 5      |
| 4          | Finlandia | 0           | 0             | 1           | 2            | 3      |